# Myiotheretes striaticollis
Myiotheretes striaticollis là một loài chim trong họ Tyrannidae.